# 仲鈞安
仲钧安（英語：Alfred George Jones，1846年7月23日—1905年7月17日），爱尔兰浸礼会传教士。
仲钧安在家乡爱尔兰新罗斯镇有自己的生意，但为了去中国传教，把生意交给了一个经理人。1874年至1876年，他在兰开夏尔独立学院（Lancashire Independent College）就读，1876年抵达山东烟台。次年，他到青州协助李提摩太为1876-1879年中国北方大饥荒灾民的持续赈灾记账。除1889年至1896年期间在邹平居住外，他继续在青州居住。他在泰山上的一座庙宇里就寝时，建筑因暴风雨倒塌，仲钧安遇难。